# اوکجو
دولت اوکجو (کره‌ای: 옥저; هانجا: 沃沮) یک دولت باستانی مستقر در شبه‌جزیره کره بود، دولت اوکجو بیشتر مواقع تحت سلطه امپراتوری گوگوریو و امپراتوری بویو و امپراتوری هان بوده‌است و تقریباً می‌شود گفت: این دولت هیچ‌گاه به یک دولت مستقل و قدرتمند تبدیل نشد.
در سال ۲۸ پیش از میلاد، پادشاه جومونگ، ژنرال بو ویوم را برای حمله به اوکجو فرستاد. در قرن ۱ یا ۲ قبل از میلاد، پادشاه ته‌جو از گوگوریو اوکجو را به یک قبیله کاهش داد، که محصولات محلی را به گوگوریو تحویل می‌داد. در طی حمله ۲۴۴ اوکجو به گوگوریو، دونگچون امپراتور گوگوریو به‌طور خلاصه عقب‌نشینی کرد.
در اوایل قرن ۵، اوکجو توسط گوانگ‌گه‌تو بزرگ به‌طور کامل فتح شد.

## تاریخچه
در تاریخ اولیه خود، وضعیت اوکجو بین تسلط فرماندهان چینی و گوگوریو در نوسان بود. از قرن سوم قبل از میلاد تا سال ۱۰۸ قبل از میلاد، گوجوسان آن را کنترل می‌کرد. در ۱۰۷ قبل از میلاد، بخشی از فرمانداری زوانتو شد. همان‌طور که فرمانداری زوانتو در نتیجه گسترش گوگوریو به سمت شبه‌جزیره لیائودونگ عقب‌نشینی کرد، اوکجو نیز بخشی از قسمت شرقی فرماندهی لیوندانگ شد. با این حال به دلیل دخالت مداوم همسایگانش، کشور اوکجو هرگز به یک پادشاهی کاملاً متمرکز تبدیل نشد. در سال ۲۸ قبل از میلاد، پادشاه جومونگ، بوویوم را برای حمله به اوکجو شمالی فرستاد. در قرن یک یا دوم پس از میلاد، توسط پادشاه تائجو گوگوریو، اوکجو را به خراجگزاری تبدیل کرد که محصولات محلی خود را به گوگوریو تحویل می‌داد. در طول تهاجم سال ۲۴۴ سائو وی به گوگوریو، دونگچون پادشاه گوگوریو برای مدت کوتاهی به سمت اوکجو شمالی عقب‌نشینی کرد و در سال ۲۸۵، دربار بویو نیز به‌طور موقت و به دلیل حملات عشایر شمالی، به اوکجو گریخت.

## فرهنگ
دانسته‌های ما در مورد فرهنگ اوکجو ناقص می‌باشد. زبان، غذاها، لباس‌ها، معماری و رسوم اوکجه و دونگ یه با گوگوریو مشابه بود. مردمان اوکجو ازدواجی منظم را ترتیب می‌دادند که در آن عروس نوجوان تا زمان بلوغ با خانوادهٔ داماد نوجوان زندگی می‌کرد. همچنین آنها جنازهٔ متوفی یک خانواده را در داخل یک تابوت مجزا به خاک می‌سپردند

## دزدان دریایی
سواحل اوکجو به عنوان مأمنی برای دزدان دریایی محسوب می‌شد و دولت اوکجو همواره به مقابله و سرکوب این گروه می‌پرداخت.
در جریان تحریم تجاری جولبون متحد توسط بویو و هان جومونگ توانست با استفاده از مهارت دریانوردی دزدان دریایی در سواحل اوکجو و سفر به سرزمین‌های جنوبی این تحریم را در هم بشکند.